# Mangano-ferri-eckermannite
La mangano-ferri-eckermannite (simbolo IMA: Mfeck) è un raro minerale del supergruppo dell'anfibolo, all'interno del quale viene collocato nel "gruppo degli anfiboli con W(OH,F,Cl)-dominante" e da lì al sottogruppo degli anfiboli di sodio dove occupa un posto nel "gruppo contenente la radice eckermannite nel nome"; essendo un anfibolo, appartiene agli inosilicati e pertanto alla famiglia minerale dei "silicati", e possiede composizione chimica NaNa2(Mn2+4Fe3+)Si8O22(OH)2.
La mangano-ferri-eckermannite è definita con:
- catione sodio dominante in posizione A
- catione manganese bivalente Mn2+ dominante in posizione C2+
- catione ferro ferrico Fe3+ dominante in posizione C3+
- anione idrossile OH dominante in posizione W.

## Etimologia e storia
Il minerale è stato descritto nel 1969 in base a una scoperta avvenuta nella miniera di Tanohata, nella prefettura di Iwate (Giappone) e approvato dall'Associazione Mineralogica Internazionale (IMA) con il nome di kôzulite in onore del professor Shukusuke Kôzu (1880-1955) per i suoi contributi nel campo dei minerali che formano le rocce. È stata poi rinominata mangano-ferri-eckermannite con la revisione della nomenclatura degli anfiboli del 2012.

## Classificazione
La classica nona edizione della sistematica dei minerali di Strunz, aggiornata dall'IMA fino al 2009, elenca la mangano-ferri-eckermannite con il nome di kôzulite e la colloca nella classe "9. Silicati (germanati)" e da lì nella sottoclasse "9.D Inosilicati"; questa viene ulteriormente suddivisa in base alla struttura del minerale in modo tale che la mangano-ferri-eckermannite (kôzulite) possa essere trovata nella sezione "9.DE Inosilicati con catene doppie di periodo 2, Si4O11; clinoanfiboli" dove forma il sistema nº 9.DE.25.
Tale classificazione resta invariata anche nell'edizione successiva, proseguita dal database "mindat.org" e chiamata Classificazione Strunz-mindat.
Nella Sistematica dei lapis (Lapis-Systematik) di Stefan Weiß la mangano-ferri-eckermannite è elencata nella classe dei "silicati" e nella sottoclasse degli "inosilicati"; qui il minerale si trova nella sezione di quelli che hanno struttura "[Si4O11] a due bande 6-; gruppo degli anfiboli; anfiboli alcalini" dove forma il sistema nº VIII/F.08.
Anche la classificazione dei minerali secondo Dana, usata principalmente nel mondo anglosassone, elenca la mangano-ferri-eckermannite nella famiglia dei silicati; qui è nella classe degli "inosilicati: catene doppie non ramificate, W=2" e nella sottoclasse degli "inosilicati: catene doppie non ramificate, configurazione anfibolo W=2" dove forma il "gruppo 4, anfiboli di sodio" con il numero di sistema 66.01.03c.

## Abito cristallino
La mangano-ferri-eckermannite cristallizza nel sistema monoclino nel gruppo spaziale C2/m (gruppo nº 12) con le costanti di reticolo a = 9,99 Å, b = 18,11 Å, c = 5,3 Å e β = 104,6°, oltre ad avere 2 unità di formula per cella unitaria.

## Origine e giacitura
La mangano-ferri-eckermannite è stata trovata nella selce-cornubianite metamorfizzata dall'intrusione di granodiorite; la paragenesi è con braunite, rodonite, pirosseni manganesiferi alcalini, anfiboli manganesiferi alcalini e quarzo.
I siti in cui è stato trovato il minerale sono pochi: ci sono la sua località tipo, la miniera di "Tanohata" (39.91667°N 141.9°E) nell'omonimo villaggio (in Giappone); la miniera di "Arșița" nei pressi di Iacobeni (distretto di Suceava, Romania); la miniera di "Woods" (contea di Inglis) e la miniera di "Hoskins" (contea di Forbes), entrambe nel Nuovo Galles del Sud (Australia).

## Forma in cui si presenta in natura
La mangano-ferri-eckermannite si presenta sotto forma di aggregati zonati di corti cristalli prismatici di dimensione di qualche millimetro. Il minerale è da trasparente a traslucido e possiede lucentezza vitrea; il colore va dal nero-rossastro al nero, mentre quello del suo striscio è marrone violaceo chiaro.

## Proprietà ottiche
La mangano-ferri-eckermannite è caratterizzata da un forte pleocroismo con colori che vanno dal giallo-marrone lungo {\displaystyle x}, al marrone rossastro lungo {\displaystyle y}, al marrone scuro lungo {\displaystyle z}.